# Банах Степан Мирославович
Степа́н Миросла́вович Ба́нах (2 травня 1942, с. Заставче, Дистрикт Галичина, нині Підгаєцького району Тернопільської області — 4 грудня 1997, м. Луцьк) — український живописець, фотохудожник.
Працював завучем Луцької дитячої художньої школи. Фотографії експонував на всеукраїнських (1975—1977) та всесоюзних (1975—1983) виставках.
Персональна виставка — Луцьк (1998).